# Thermæ Romae Novae
Thermæ Romae Novae (テルマエ・ロマエ ノヴァエ) est une adaptation en série d’animation du manga Thermae Romae. Elle a été annoncée par Netflix le 27 octobre 2021. Elle est produite par le studio NAZ et diffusée à partir du 28 mars 2022. Elle est réalisée par Tetsuya Tatamitani et scénarisée par Yûichirô Momose. Le scénario, bien que basé sur le manga, contient également des histoires originales écrites par Mari Yamazaki en personne.
La mangaka Mari Yamazaki fait aussi découvrir les différentes sources thermales de la préfecture de Gunma qui lui ont inspiré certaines histoires de la série. Ces petites vidéos à la fin de chaque épisode ne sont pas sans rappeler les courts documentaires de la série Les mystérieuses cités d'or.
Le chanteur d'opéra et acteur Paolo Andrea Di Pietro reprend Georges Bizet dans une ouverture créée pour l'occasion.

## Liste des épisodes
| No | Titre français                                   | Titre japonais                             | Titre japonais                                        | Date de 1re diffusion |
| No | Titre français                                   | Kanji                                      | Rōmaji                                                | Date de 1re diffusion |
| --- | ------------------------------------------------ | ------------------------------------------ | ----------------------------------------------------- | --------------------- |
| 1 | Tout les bains mènent à Rome                     | 全ての風呂はローマに通ず                   | Subete no furo wa rōma ni tsūzu                       | 28 mars 2022          |
| Lucius Modestus est un jeune orphelin, élevé par son grand-père, concepteur de thermes sous le règne de Trajan. Alors qu'il doit apporter son repas à son grand-père, resté au chantier, Lucius se le fait dérober par certains de ses camarades. Son grand-père décide de lui partager sa passion des thermes en l'emmenant aux bains publics. Là, Lucius se fait happer par les eaux et émerge dans un monde inconnu. |                                                  |                                            |                                                       |                       |
| 2 | L'architecte des thermes qui sauta dans le temps | 時をかける銭湯技士ルシウス・モデストゥス   | Tokiwokakeru sentō gishi rushiusu modesutōsu          | 28 mars 2022          |
| En l'an 128, sous le règne de l'empereur Hadrien, Lucius Modestus revient d'un long voyage en Grèce. Il n'est plus le petit jeune timide qu'il était. Plein de rêve en tête, il désire servir Rome en créant de nouveaux bains publics. En mal d'inspiration, il revient aux thermes conçus par son grand-père, quand de nouveau, Lucius atterrit dans un monde inconnu.                                                |                                                  |                                            |                                                       |                       |
| 3 | Lucius et le bain extérieur                      | ルシウス、露天風呂を作る                   | Rushiusu, rotenburo o tsukuru                         | 28 mars 2022          |
| En Campanie, le consul Lepidus confie la délicate mission à Lucius de concevoir un therme en extérieur pour pouvoir profiter de la vue sur le Mont Vésuve. Au cours d'un bain pour trouver la source à l'origine du lac, Lucius se retrouve projeté dans un bain peuplé de créatures étranges. |                                                  |                                            |                                                       |                       |
| 4 | Lucius et le bain à domicile                     | ルシウス、内風呂を作る                     | Rushiusu, uchiburo o tsukuru                          | 28 mars 2022          |
| Chez son ami le sculpteur, Lucius fait la connaissance du maître de ce dernier. Ce vieil homme désir se rendre aux bains, mais son vieil âge le rend inapte à y aller seul. Les deux jeunes hommes aident le vieillard à s'y rendre. Au cours du bain, Lucius atterri dans une salle de bain du Japon moderne. |                                                  |                                            |                                                       |                       |
| 5 | Lucius et le bain de l'empereur Hadrien          | ルシウス、ハドリアヌス帝の別荘に風呂を作る | Rushiusu, Hadorianu su tei no bessō ni furo o tsukuru | 28 mars 2022          |
| Fasciné par sa dernière création, l'empereur Hadrien convoque Lucius dans son palais. Le concepteur de bains doit créer des thermes privés pour l'empereur avant son départ pour les limites de l'empire. |                                                  |                                            |                                                       |                       |
| 6 | Lucius, la géothermie et les sources minérales   | ルシウス、岩盤浴を作る                     | Rushiusu, ganban-yoku o tsukuru                       | 28 mars 2022          |
| Après avoir brillamment réussi les thermes privés de l'empereur, Lucius accompagne ce dernier aux frontières de l'empire, en Israël. Les difficultés s'enchainent, et Lucius doit faire vite pour bâtir de nouveaux thermes et ragaillardir les hommes. |                                                  |                                            |                                                       |                       |
| 7 | Lucius sur le Tokaido à l'époque Edo             | ルシウス、江戶末期の東海道に現る           | Rushiusu, Edo no Tōkaidō ni genru                     | 28 mars 2022          |
| Sur la route du retour, Lucius s'arrête dans une auberge. En manque de concurrence, l'auberge est totalement délabrée et les bains chauds, seulement tièdes. Lucius plonge dans l'eau et découvre le charme des bains thermaux du Japon de l'ère Edo |                                                  |                                            |                                                       |                       |
| 8 | Lucius et le protocole du bain                   | ルシウス、入浴の礼儀作法を日本で知る       | Rushiusu, nyūyoku no reigi sahō o Nihon de shiru      | 28 mars 2022          |
| Alors que Lucius se détend dans les bains, un groupe de Germains, récemment fait citoyens romains, ne connait visiblement pas les règles élémentaires d'accès aux thermes. Lucius est transporté dans le Japon moderne, où une situation analogue a lieu. |                                                  |                                            |                                                       |                       |
| 9 | Lucius et l'architecte japonais                  | ルシウス、平たい顔の同業者と出会う         | Rushiusu, hiratai kao no dōgyōsha to deau             | 28 mars 2022          |
| Dans la Rome antique, Lucius est contraint d'accepter le projet d'édification de thermes qui ne lui plaisent pas afin de protéger l'emploi d'un ami. Dans le Japon moderne, un jeune architecte est dans la même situation : construire des thermes romains à contre-courant. |                                                  |                                            |                                                       |                       |
| 10 | Lucius et les bains à thèmes                     | ルシウス、アミューズメント風呂を作る       | Rushiusu, amyūzumento furo o tsukuru                  | 28 mars 2022          |
| L'empereur Hadrien vient d'annoncer au Sénat le nom de son héritier, ce qui ne semble pas faire l'unanimité. Lucius se voit confier la délicate mission de créer de nouveaux thermes pour le peuple au nom de son fils adoptif et prochain empereur. |                                                  |                                            |                                                       |                       |
| 11 | Lucius et la station thermale                    | ルシウス、温泉街を作る                     | Rushiusu, onsen machi o tsukuru                       | 28 mars 2022          |
| Jaloux de la précédente réalisation de Lucius, et désireux de supplanter les velléités de l'empereur quant à sa succession, les sénateurs demandent à Lucius Modestus de construire une cité thermale dans la région du mont Vésuve. Région extrêmement hostile. |                                                  |                                            |                                                       |                       |